# Norops limifrons
Norops limifrons este o specie de șopârle din genul Norops, familia Polychrotidae, descrisă de Cope 1871. Conform Catalogue of Life specia Norops limifrons nu are subspecii cunoscute.